# 大久保教起
大久保 教起（おおくぼ のりおき）は、駿河松長藩の第3代藩主。荻野山中藩大久保家3代。
享保18年（1733年）、第2代藩主・教端の三男として生まれる。寛保2年（1742年）の父の死去により家督を継いだ。寛延2年（1749年）12月18日、従五位下、長門守に叙任される。
宝暦5年（1755年）2月8日に死去した。享年23。跡を長男・教倫が継いだ。

## 系譜
父母
- 大久保教端（父）
- 伊藤氏 ー 側室（母）

正室
- 土井利庸の娘

子女
- 大久保教倫（長男）